# Meroplius minutus
Meroplius minutus är en tvåvingeart som först beskrevs av Christian Rudolph Wilhelm Wiedemann 1830.  Meroplius minutus ingår i släktet Meroplius och familjen svängflugor. Enligt den finländska rödlistan är arten sårbar i Finland. Arten är reproducerande i Sverige. Artens livsmiljö är kulturmarker och andra av människan skapade miljöer. Inga underarter finns listade i Catalogue of Life.